# Aberdeen (Mississippi)
Aberdeen település az Amerikai Egyesült Államok Mississippi államában, Monroe megyében, melynek megyeszékhelye is. Lakosainak száma 4961 fő (2020. április 1.).

## Népesség
A település népességének változása:

| 2010 | 5 612 |
| 2020 | 4 961 |